# Hiệp hội Nhà báo Bóng đá Anh
Hiệp hội Nhà báo Bóng đá Anh (tiếng Anh: Football Writers' Association - FWA) là một hiệp hội của bóng đá Anh do các nhà báo và phóng viên bóng đá viết cho báo chí và các cơ quan, thành lập năm 1947.
Hàng năm, FWA trao tặng giải thưởng Cầu thủ hay nhất năm cho các cầu thủ tốt nhất của năm, và Giải thưởng Đóng góp để vinh danh một cá nhân đã có đóng góp xuất sắc tới đội bóng. Giải thưởng chính, Cầu thủ xuất sắc nhất Năm, được xem là một trong hai giải thưởng danh giá nhất bóng đá Anh, bên cạnh giải thưởng Cầu thủ xuất sắc nhất năm của Hiệp hội Cầu thủ Chuyên nghiệp.